# Валентијанова династија
Валентијанова династија  укључује четири владара Западног римског царства у периоду 364. до 392. године и Источног римског царства у периоду од 364. до 378. године. 
- Владари Западног Царства:
  - Валентинијан I (364–375)
  - његови синови Грацијан (375–383) и Валентинијан II (375–392)
- Владари Источног Царства:
  - Валентинијанов брат Валенс (364–378)
  - Муж Валентијанове кћери Теодосије I

Династијаје повезана са Теодосијевом династијом браком Теодосија I и Гале, Валентнијановое кћери., чији је син Валентинијан III цар Западног римског царства (425-455), посљедњи владар којиј је потекао из ове династије. Његови потомци су и даље били део римског племства у Цариграду, све до краја 6. века.